# تأقلم

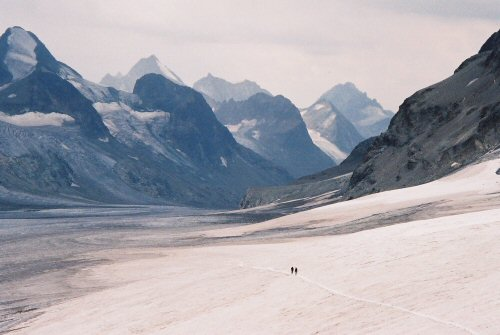

التأقلم الحيوي (بالإنجليزية: acclimatization)‏، هي العملية التي يتكيف فيها الكائن الحي مع التغير الحاصل في بيئته (مثل التغير في الارتفاع أو درجة الحرارة أو الرطوبة أو التصوير الضوئي أو درجة الحموضة)، مما يسمح له بالحفاظ على التوازن عبر مجموعة من الظروف البيئية. يحدث التأقلم في فترة قصيرة من الزمن (حوالي من ساعات إلى أسابيع)، وضمن حياة الكائن الحي (مقارنة بالتكيف، وهو تطور يحدث على مدى أجيال عديدة).
يُعتبر التأقلم مجموعة التغيّرات الخاصّة بالتفاعلات الفيزيولوجية المساعدة على حياة الكائنات الحيّة خارج مهودها أو موائلها الطبيعية والممثلة بمعاودة الجفاف أو الصقيع والبرودة مثلاً. أمّا التكيّف فهو مجموعة التغيرات التطورية الشكلية المتلائمة مع العوامل البيئة الطبيعية. فالتأقلم عملية حيوية خبريّة قائمة على الممارسة العملية الممثلة في زيادة تحمّل الأنواع للتغيرات البيئية عبر عدّة سلالات.
تم توثيق الآلاف من أنواع الحيوانات التي وُجِد بأن لها القدرة على التأقلم الحيوي، والباحثين حتى الآن لا يزالون يعرفون القليل جداً عن كيف ولماذا الكائنات تتأقلم.

## التاريخ
مارس الإنسان أقلمة الكائنات الحية منذ أقدم العصور في الحضارات الزراعية القديمة لبلاد الرافدين، ومصر القديمة، وفي القصص القرآني لسفينة نوح والطوفان، التي جمع فيها من كل فاكهة زوجين. وأقلمت اليونان الأرانب والدجاج الفرعوني المعروف بديك الحبش، وبعض حيوانات الصيد، وبعض الطيور المائية. وأدخل الرومان الإبل السمر إلى إنكلترة، ونقلت سلالات من هذه الإبل إلى فرنسة في القرن الثالث عشر. كما أقلم العرب المسلمون إبان الفتوحات الأموية الجمال وحيدة السنام والجواميس ودود القز أو الحرير.
أخذت الأقلمة في عام 1854 منهجية جديدة بتأسيس الحديقة النباتية الفرنسية في باريس، التي أوكلت دراسة التأقلم إلى «جمعية الأقلمة الفرنسية» التي عملت على أقلمة اللاما المعروفة بجمل أمريكا، والياك (الحيوان المجتر الذي يشبه الثور، والمستورد من التبت)، وبعض الأسماك والعصافير وسلالات من دود القز. وتقدمت دراسات الأقلمة بتقدم العلوم والتكنولوجية، فشملت دراسة نظم التغذية المتوازنة، وطرق المحافظة على الحيوانات المستوردة ورعايتها في الشروط الحرجة، وإطالة متوسطات أعمارها، وتذليل العقبات التي تهدد انقراض بعض الحيوانات. وهكذا أسهمت الأقلمة في حماية الموارد الطبيعية من الانقراض، وصار لها دور رئيس في تنظيم الاقتصاد الزراعي واستثمار الحيوانات المدجنة.

## أمثلة

### الأقلمة النباتية
العديد من النباتات، مثل أشجار القيقب، السوسن، والطماطم (البندورة)، يمكن أن تبقى على قيد الحياة إذا انخفضت درجة الحرارة تدريجيا أقل وأقل كل ليلة على مدى أيام أو أسابيع. نفس الانخفاض قد يقتلهم إذا حدث فجأة. وقد أظهرت الدراسات أن نباتات الطماطم التي تأقلمت إلى درجة حرارة أعلى على مدى عدة أيام كانت أكثر كفاءة في التمثيل الضوئي عند درجات حرارة عالية نسبياً من النباتات التي لم يسمح لها بالتأقلم.

### الأقلمة الحيوانية
الحيوانات تتأقلم في نواحٍ كثيرة. بعض الأغنام ينمو لها صوف سميك جداً في المناخات الباردة. الأسماك لها القدرة على ضبط درجة حرارتها لتتوافق مع درجة حرارة الماء. الأسماك الاستوائية التي تباع في متاجر الحيوانات الأليفة غالباً ما تبقى في لها القدرة أيضاً على التأقلم. العالمان لوي وفانس (1995) تمكنوا من إظهار أن السحالي تتأقلم مع درجات الحرارة الدافئة يمكن الحفاظ والتي يكون لها سرعة معدل أعلى في درجات حرارة الأكثر دفئاً من السحالي التي لم تتأقلم مع الظروف الدافئة.

#### الإنسان
يتأقلم البشر مع الظروف البيئية المحيطة وتتغير لديهم بعض الأشياء مثل انخفاض محتوى الملح من العرق والبول، كما يتأقلم الناس مع الظروف الساخنة. ويستمر التأقلم مع الارتفاع المرتفع لعدة أشهر أو حتى سنوات. ويتيح في نهاية المطاف للبشر البقاء على قيد الحياة في بيئة يمكن أن تقتلهم إذا ما تم تغيرها فجأة. البشر الذين يهاجرون بشكلٍ دائم يتأقلمون بشكل طبيعي مع بيئتهم الجديدة من خلال زيادة تطوير في عدد خلايا كرات الدم الحمراء لزيادة القدرة على تحمل الأكسجين من الدم، وذلك للتعويض عن انخفاض مستويات تناول الأوكسجين.